# Melvin Gregg
Melvin Gregg (* 22. September 1988 in Portsmouth, Virginia) ist ein US-amerikanischer Schauspieler und Social Media Entertainer.

## Leben
Melvin Gregg wurde in Portsmouth im US-Bundesstaat Virginia geboren. Er ist der einzige Bruder von 6 Schwestern. Bevor er nach Los Angeles zog, um Schauspieler zu werden, machte er in 2012 sein Diplom in Marketing an der Old Dominion University. Melvin hat nicht nur eine Onlinepräsenz bei Instagram mit über 2 Millionen Abonnenten, er war auch in etlichen Werbungen für Unternehmen wie Nike, Sony, Google und Gatorade zu sehen.
2012 hatte er sein Fernsehdebüt in der Fernsehserie Whatever, the Series. Am bekanntesten ist er durch seine Auftritte in der Fernsehserie Freakish und seine Filmauftritten in High Flying Bird von Steven Soderbergh und Out Of Play: Der Weg Zurück von Gavin O’Connor. In beiden Filmen und der neuen Amazon Mini-Series Nine Perfect Strangers wurde er vom deutschen Synchronsprecher Kaze Uzumaki synchronisiert.

## Filmografie
- 2011–2012: Whatever, the Series (Fernsehserie, 4 Episoden)
- 2012: The Beauty Inside (Miniserie)
- 2012: The Fallen Prodigy (Fernsehfilm)
- 2012: Pushing Eternity (Kurzfilm)
- 2013: Coldwater – Nur das Überleben zählt (Coldwater)
- 2013: Meet the Cleavers – Familienfeste und andere Katastrophen (Cleaver Family Reunion)
- 2013: Can
- 2013: Loss of Life
- 2013: Benny Picasso (Kurzfilm)
- 2014: The System
- 2014: Alpha House
- 2014: The Land of Misfits (Kurzfilm)
- 2014: Asteroid vs Earth (Fernsehfilm)
- 2014: SuperZero (Kurzfilm)
- 2014–2018: King Bachelor’s Pad (Fernsehserie, 4 Episoden)
- 2015: Sexless (Fernsehserie, 4 Episoden)
- 2015: Class (Fernsehserie, 8 Episoden)
- 2015: Sharknado 3 (Sharknado 3: Oh Hell No!, Fernsehfilm)
- 2015: 1 Minute Horror (Fernsehserie, eine Episode)
- 2015: West of the 405 (Kurzfilm)
- 2015: A House Is Not a Home
- 2015: Eddie and the Aviator (Kurzfilm)
- 2015: Class (Fernsehfilm)
- 2015–2016: Sadie and Emmie (Fernsehserie, 2 Episoden)
- 2016: The Land
- 2016: Famous (Kurzfilm)
- 2016–2017: Freakish (Fernsehserie, 11 Episoden)
- 2017: Immortals (Kurzfilm)
- 2017: Caught (Fernsehserie)
- 2017: Caught the Series (Fernsehserie, 5 Episoden)
- 2017: Dead House (Fernsehserie)
- 2017: The Fix
- 2018: Love Daily (Fernsehserie, Episode 1x12)
- 2018: UnREAL (Fernsehserie, 7 Episoden)
- 2018: American Vandal (Fernsehserie, 8 Episoden)
- 2019: High Flying Bird
- 2019: Same Difference
- 2019: Snowfall (Fernsehserie, 8 Episoden)
- 2020: Out of Play – Der Weg zurück (The Way Back)
- 2020: #BlackAF (Fernsehserie, Episode 1x05)
- 2020: Dave (Fernsehserie, Episode 1x10)
- 2021: The United States vs. Billie Holiday
- 2021: Nine Perfect Strangers (Miniserie)
- 2022: The Blackening
- 2023: House Party – Fake it till you make it
- 2023: Story Ave